# Québécois libre
 (juillet 2023).
Le Québécois libre (ou QL) est un ancien webzine fondé en 1998, publié à Montréal, au Québec. Le magazine a pour vocation de commenter les sujets d'actualité depuis le point de vue libertarien.

## Origine du nom
Le nom « Québécois libre » est un clin d'œil ironique au slogan nationaliste « vive le Québec libre ». Ancien souverainiste québécois, son directeur Martin Masse est devenu anarcho-capitaliste et il est désormais persuadé que la liberté d'une nation, entité abstraite, est une notion dénuée de sens qui ne sert qu'à justifier l'oppression par l'État.

## Contenu et positions
Le Québécois libre accueille toute la pensée libérale, aussi bien les minarchistes que les anarcho-capitalistes, tant que les articles défendent la liberté individuelle, l'économie de libre marché et s'opposent à l'intervention étatique. Par contre, il n'accepte pas les articles qui font la promotion de la guerre comme moyen de préserver ou de mettre en place une société libérale. Ainsi, il publie souvent en politique internationale des écrits inspirés par l'isolationnisme de Rothbard et qui critiquent à ce titre les néo-conservateurs.
Ses archives contiennent un bon éventail de la pensée libérale sur de nombreux sujets, écrits par des auteurs canadiens, français et américains. La langue principale est le français, mais le quart des articles est en anglais. L'ajout d'un blogue en 2005 a permis au magazine de publier des articles plus intemporels puisque les commentaires ponctuels sur l'actualité ont désormais une place réservée.

## Contributeurs
- Jean-Luc Migué
- Ron Paul
- Michel de Poncins
- Pascal Salin
- Mathieu Laine
- Pierre Lemieux

Le fondateur Martin Masse est devenu un conseiller politique de l'homme politique libertarien Maxime Bernier.